# Unterstammheim

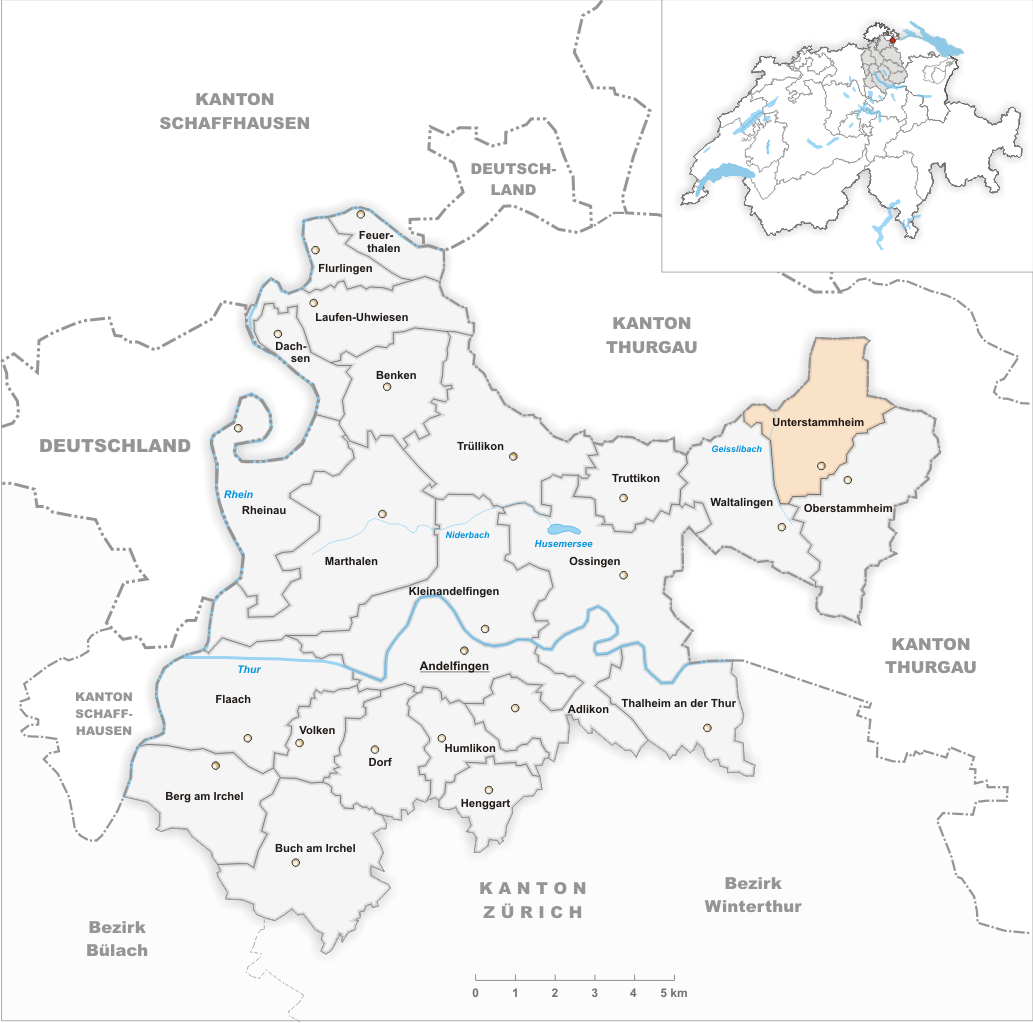
Gemeindestand vor der Fusion am 1. Januar 2019

Unterstammheim ist eine Ortschaft in der am 1. Januar 2019 gebildeten politischen Gemeinde Stammheim im Kanton Zürich. Bis am 31. Dezember 2018 bildete sie eine selbständige politische Gemeinde.
Am 24. September 2017 beschlossen die Stimmbürger in Oberstammheim, Unterstammheim und Waltalingen, sich auf Anfang 2019 zur politischen Gemeinde Stammheim zusammenzuschliessen.

## Wappen
Blasonierung:
In Rot ein ausgerissener goldener Baumstamm mit drei Aststummeln
Bereits das Wappen der Obervogtei Stammheim führte Anfang des 16. Jahrhunderts in einer Hälfte einen Baumstamm mit Wurzelstock (Unterstamm). Das Motiv zog sich auch durch die folgenden Jahrhunderte. Anfang 1928 bestätigte der Gemeinderat von Unterstammheim das bekannte Motiv als offizielles Wappen der Gemeinde.

## Geographie
Die Gemeinde Unterstammheim liegt im nordöstlichen Zipfel des Kantons Zürich im Zürcher Weinland nahe der Thurgauer Grenze. Wie die benachbarten Ortschaften Oberstammheim und Waltalingen liegt es im landschaftlich einheitlichen Stammertal.
51,2 % der einstigen Gemeindefläche waren landwirtschaftlich genutzt, 36,2 % mit Wald bedeckt, 7,2 % waren Siedlungs- und 4,7 % Verkehrsfläche, 0,3 % waren Gewässer und 0,4 % unproduktive Fläche (Stand 2018).

## Geschichte
Stammheim wurde im Jahr 761 in einer Schenkungsurkunde erstmals schriftlich erwähnt. Der freie Alemanne Isanhart überliess dem Kloster St. Gallen seinen Hof. Während der folgenden Jahrhunderte war die Geschichte Unterstammheims mit dem Kloster verknüpft.
1212 wurde erstmals zwischen Unter- und Oberstammheim unterschieden, doch bildeten die beiden Dörfer bis 1538 eine Einheit. 1652 erfolgte die Trennung in Unterstammheim und Oberstammheim. 1464 gelangte das Dorf durch Kauf zum Kanton Zürich. Während des Dreissigjährigen Krieges hatten die Zürcher zwei Hochwachten auf dem Stammerberg, welche der frühen Warnung der Eidgenossenschaft bei einem Einfall der Kriegführenden in Süddeutschland dienten. Von der Vorderhütten sah man bis auf den Uetliberg und den Zürichberg.
1524 nahm der Landvogt des Thurgaus, der Schwyzer Josef Amberg, in Stein am Rhein den reformierten Pfarrer Johannes Oechsli fest. Dies erzürnte viele reformierte Gemeinden ringsum, so auch Unterstammheim. Zahlreiche Einwohner Unterstammheims zogen vor die Kartause Ittingen, die während des Ittingersturms am 18. und 19. Juli 1524 fast komplett zerstört wurde.
Dafür zur Verantwortung gezogen wurde der Untervogt von Stammheim, Hans Wirth. Er hatte zusammen mit seinen Söhnen und dem Untervogt von Nussbaumen, Burkhart Rüttimann, vergeblich versucht, die aufgebrachten Bauern vom Klostersturm abzuhalten. Gegen den Protest der reformierten Stadt Zürich wurden sie festgenommen und bei der Tagsatzung in Baden vor Gericht gestellt. Am 28. September 1524 wurden Hans Wirth, sein Sohn Johannes und Burkhart Rüttimann in Baden enthauptet. Der zweite Sohn des Hans, Adrian Wirth, wurde nach Hause zurückgeschickt.
Während des Kalten Krieges wurde von der Schweizer Armee die Sperrstelle Stammheim-Schlattingen mit einer Panzersperre quer durch das Stammertal (Stammheimer Senke) errichtet.
Im Nordwesten Unterstammheims liegt die Wüstung Äppelhausen. Der Siedlungsplatz war vom Neolithikum bis in die erste Hälfte des 20. Jahrhunderts bewohnt.

## Bevölkerung
| Jahr      | 1637 | 1663 | 1695 | 1746 | 1850 | 1900 | 1950 | 2000 | 2005 | 2010 | 2015 | 2018 |
| --------- | ---- | ---- | ---- | ---- | ---- | ---- | ---- | ---- | ---- | ---- | ---- | ---- |
| Einwohner | 407  | 637  | 602  | 600  | 756  | 645  | 655  | 858  | 890  | 875  | 923  | 921  |

## Politik
Der letzte Gemeindepräsident war Werner Haltner (FDP).
Bei der Nationalratswahl 2015 erreichten die Parteien folgende Wähleranteile: SVP 37,3 %, FDP 20,4 %, SP 12,4 %, glp 8,0 %, Grüne 7,5 %, EVP 4,4 %, EDU 3,7 %, BDP 2,6 %, CVP 1,4 %, PdA 0,4 %, SD 0,1 und andere 0,4 %.

## Kulturgüter
Das Gemeindehaus aus dem Jahre 1530 ist gut erhalten und wird auch heute noch genutzt. Im ersten Stock befindet sich der Gemeindehaussaal, in dem knapp 30 Wappenscheiben hängen. Die älteste ist aus dem Jahr 1531 und wurde den Unterstammern von der Stadt Diessenhofen geschenkt.
Dazu gilt Stammheim als eines der besterhaltenen Riegelbaudörfer in der Schweiz. Um dies zu erhalten, werden am Dorfkern wenige bis gar keine Neu- oder Umbauten vorgenommen. Einige der Gebäude stehen unter Heimatschutz.

Luftbild aus 400 m Höhe von Werner Friedli (1956)
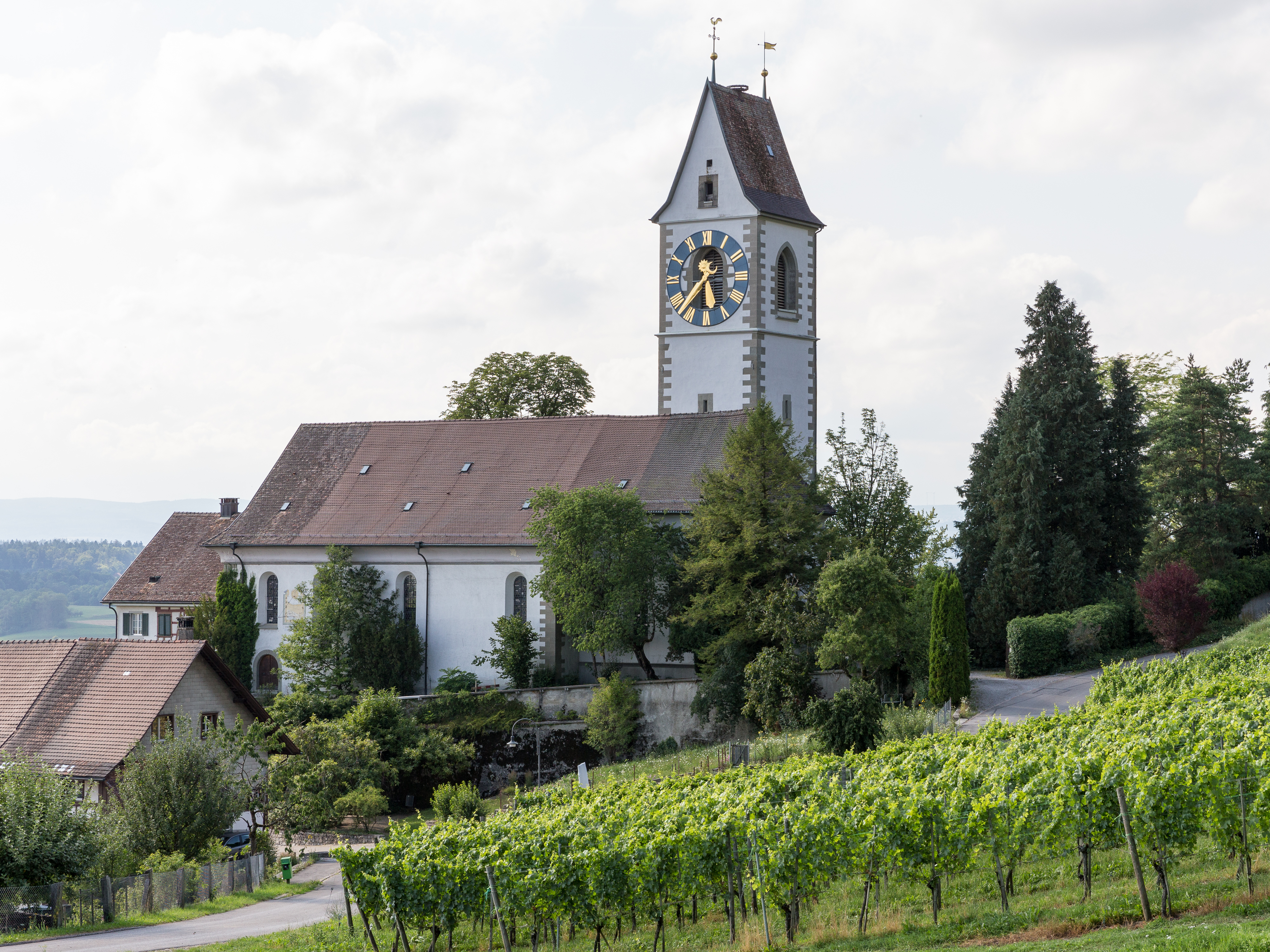
Reformierte Kirche
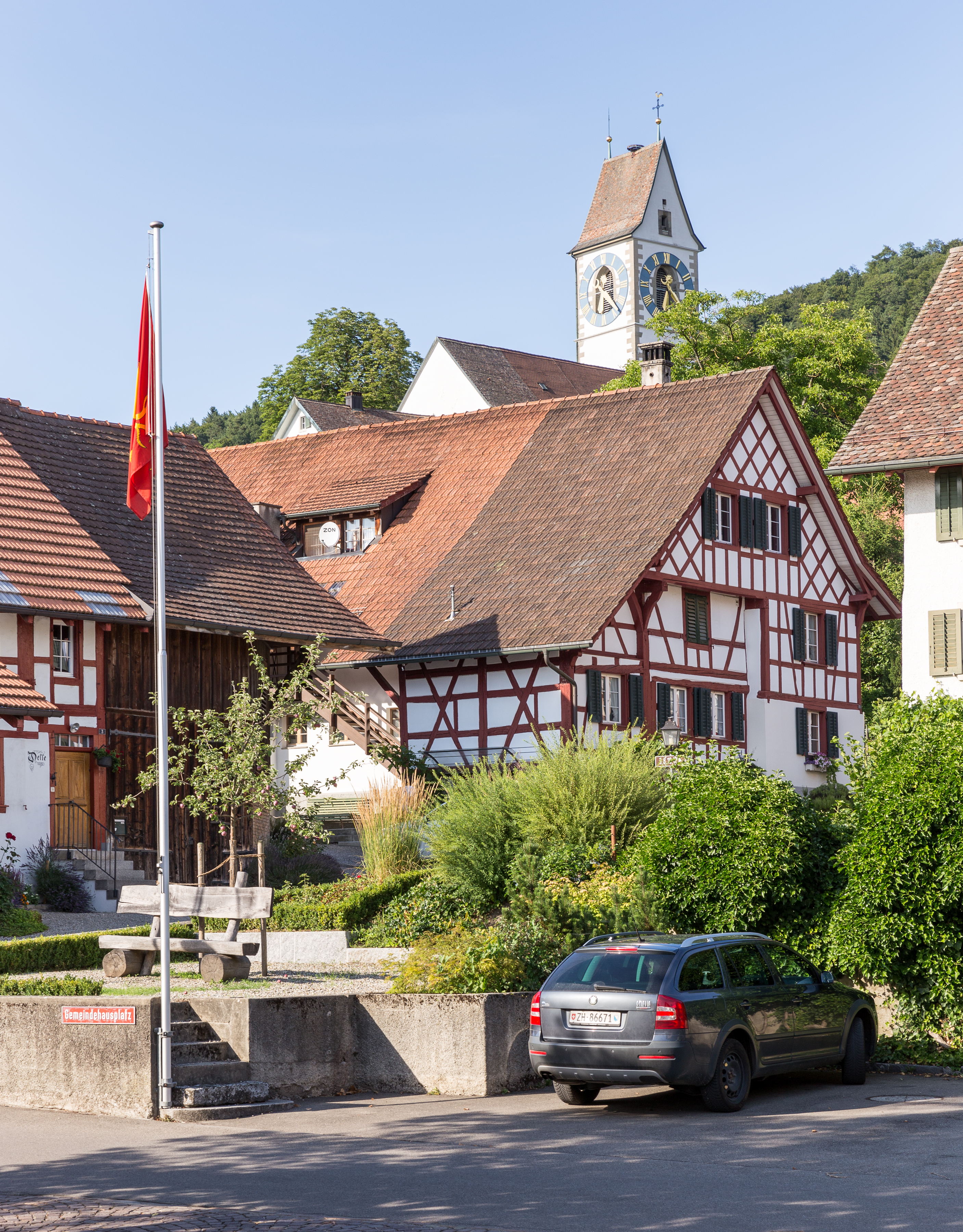
Gemeindehausplatz
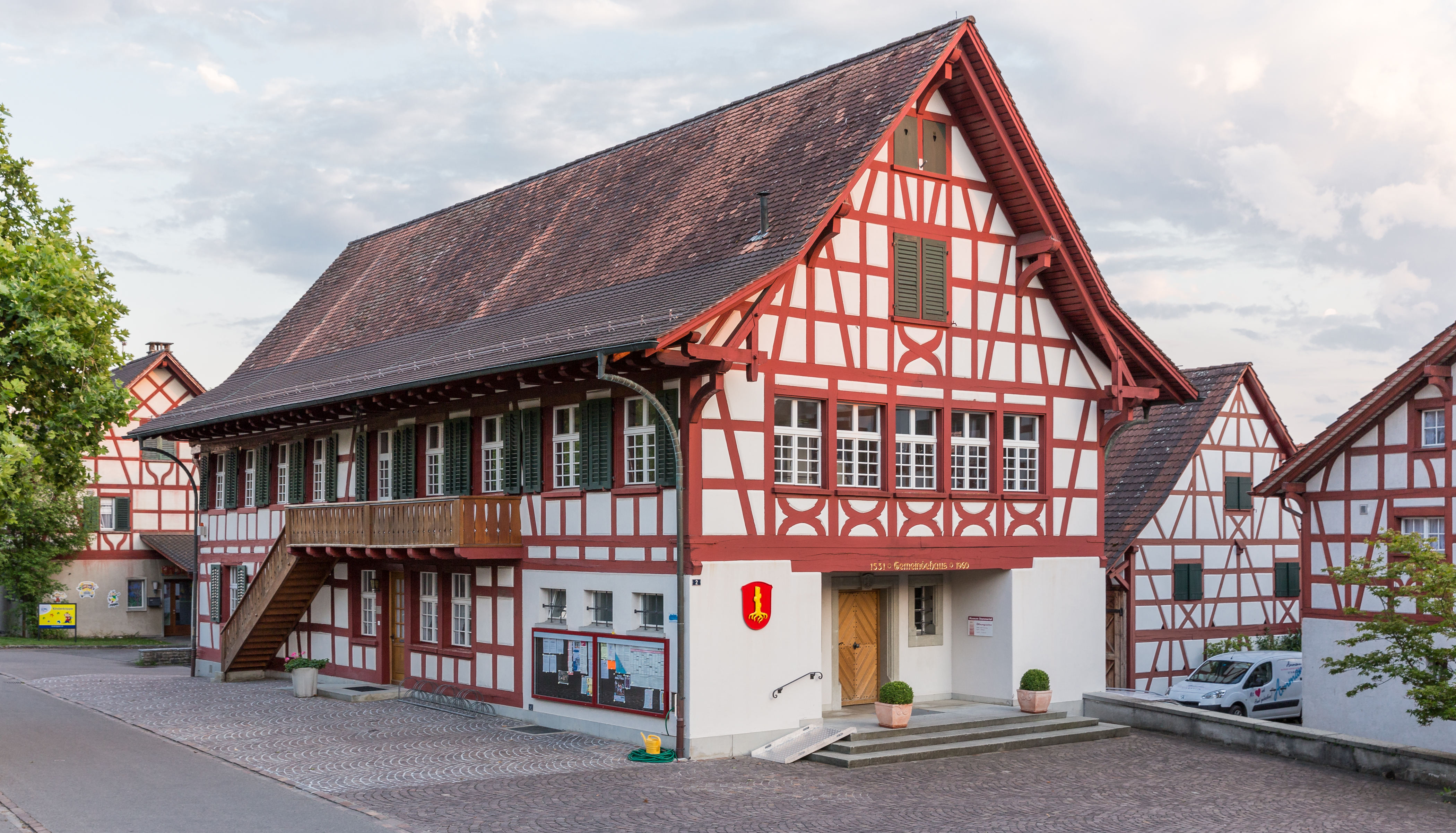
Gemeindehaus
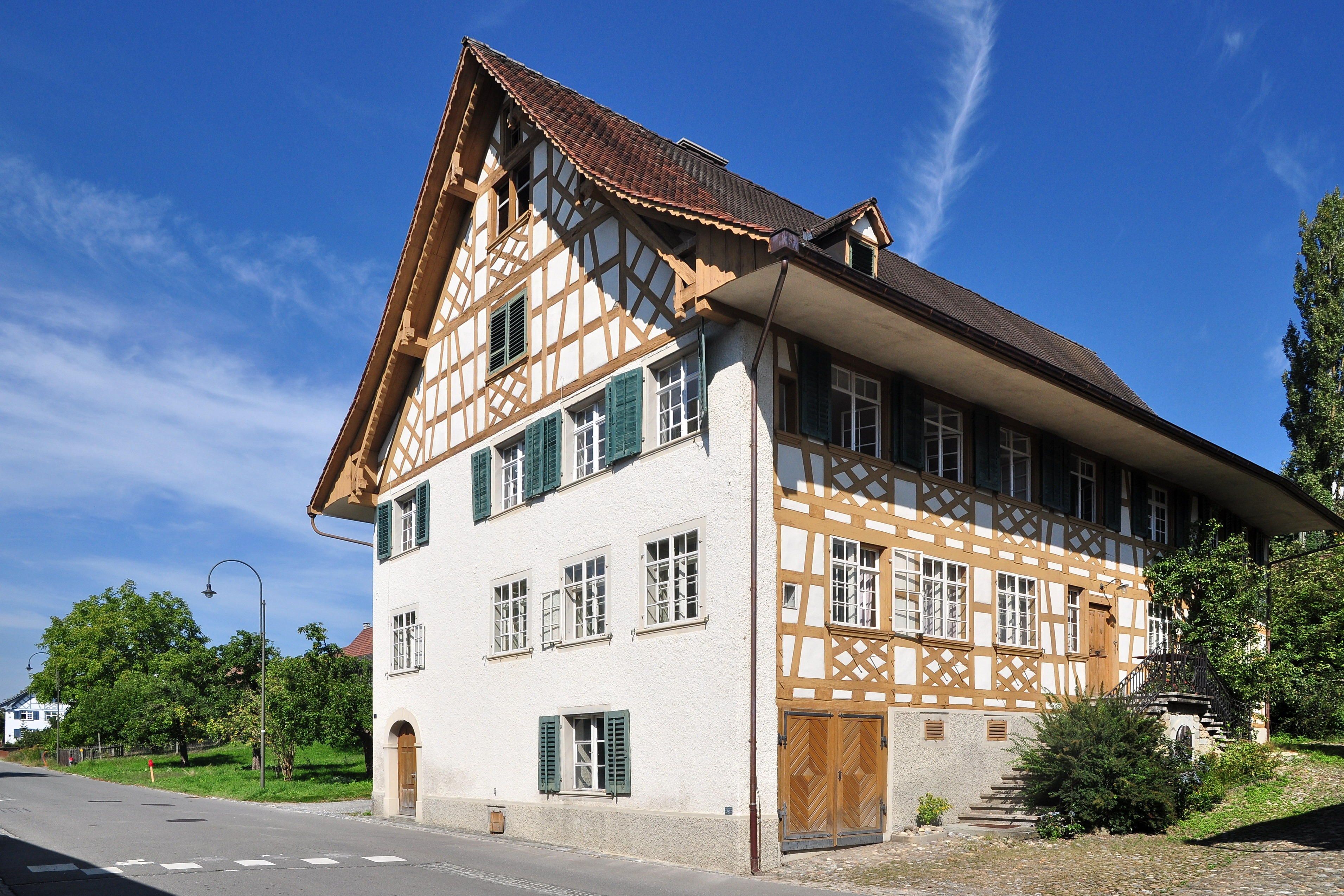
Hof Girsperger
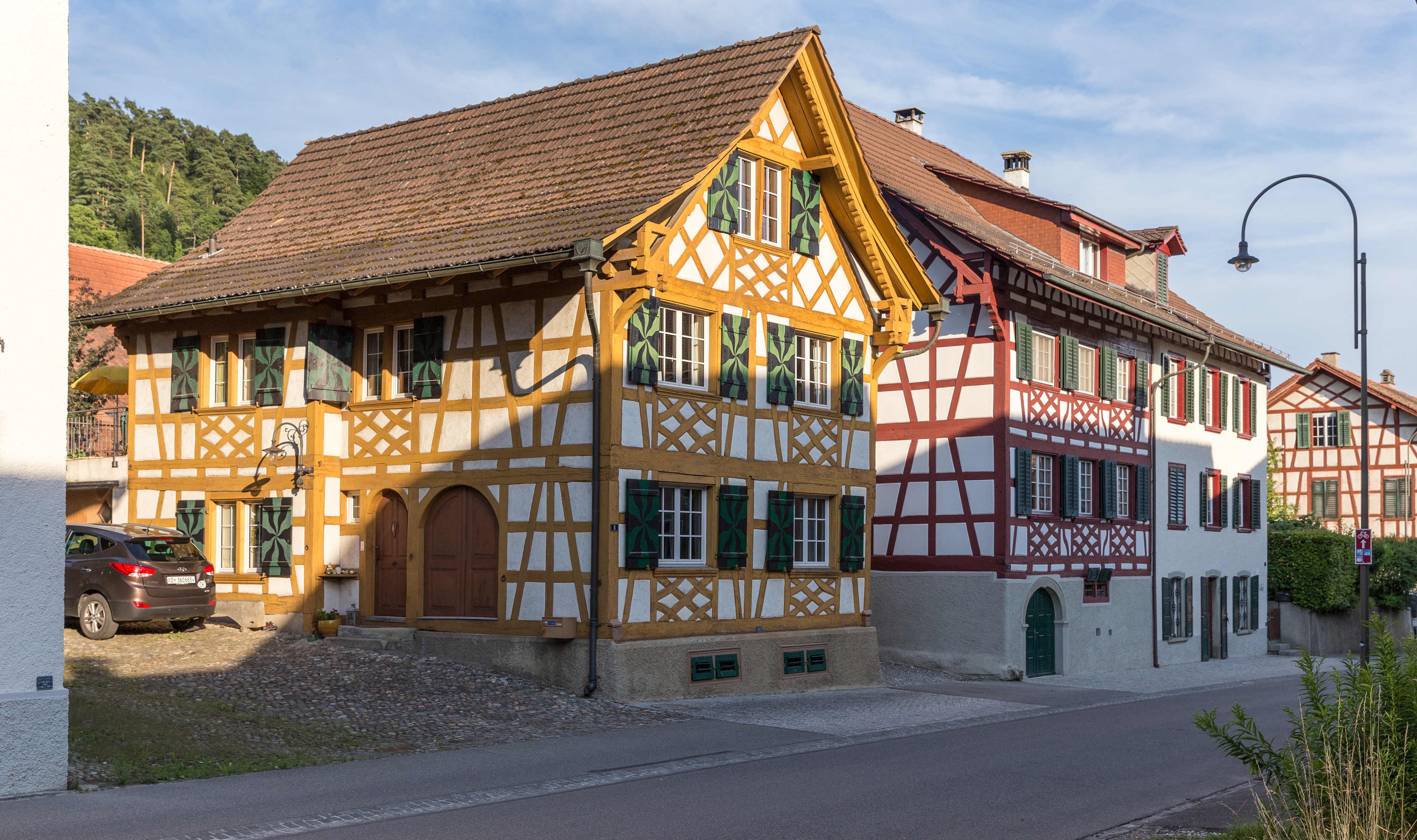
Riegelhäuser Kellhofstrasse 8, 4 und andere
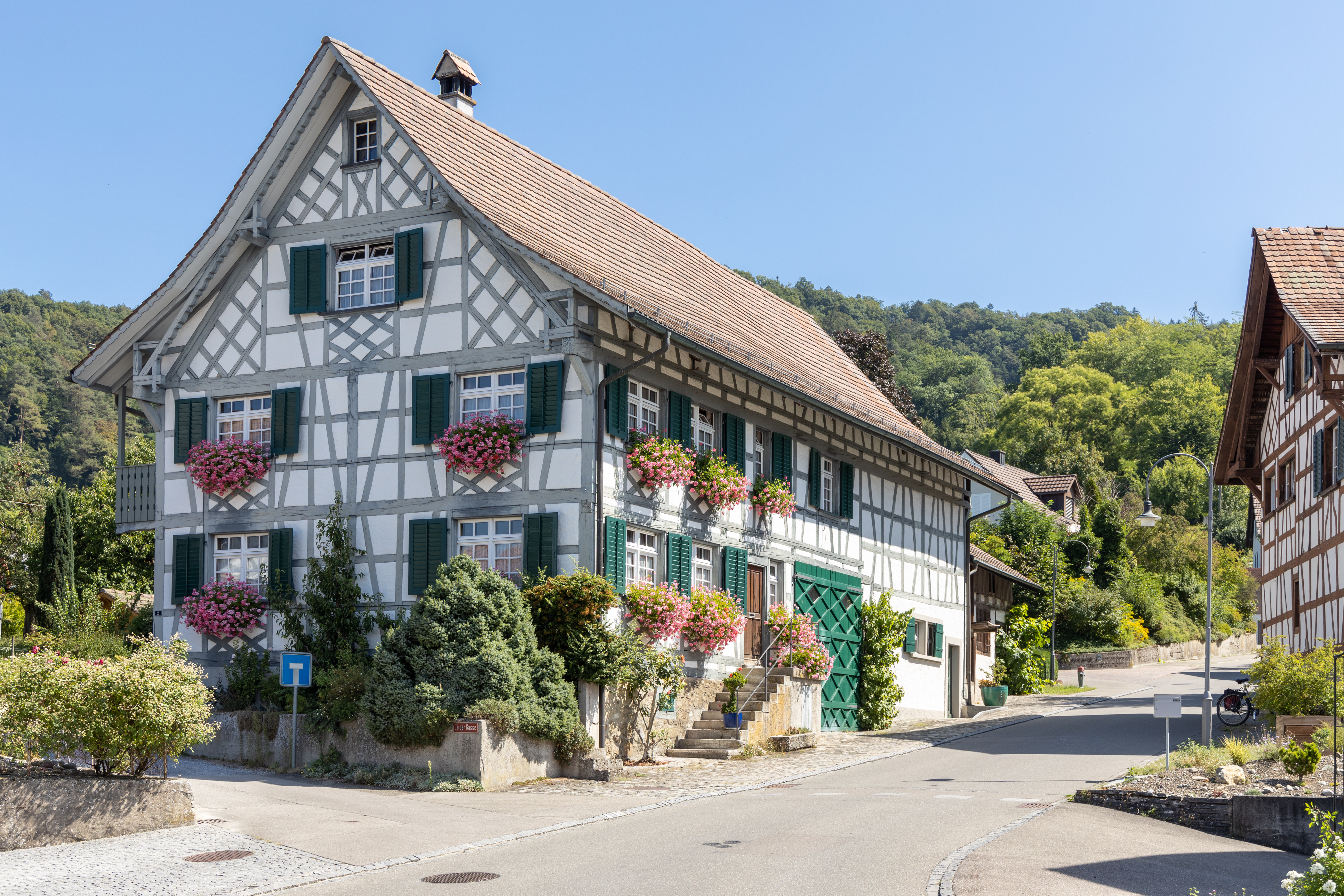
Bauernhaus In der Gasse 2
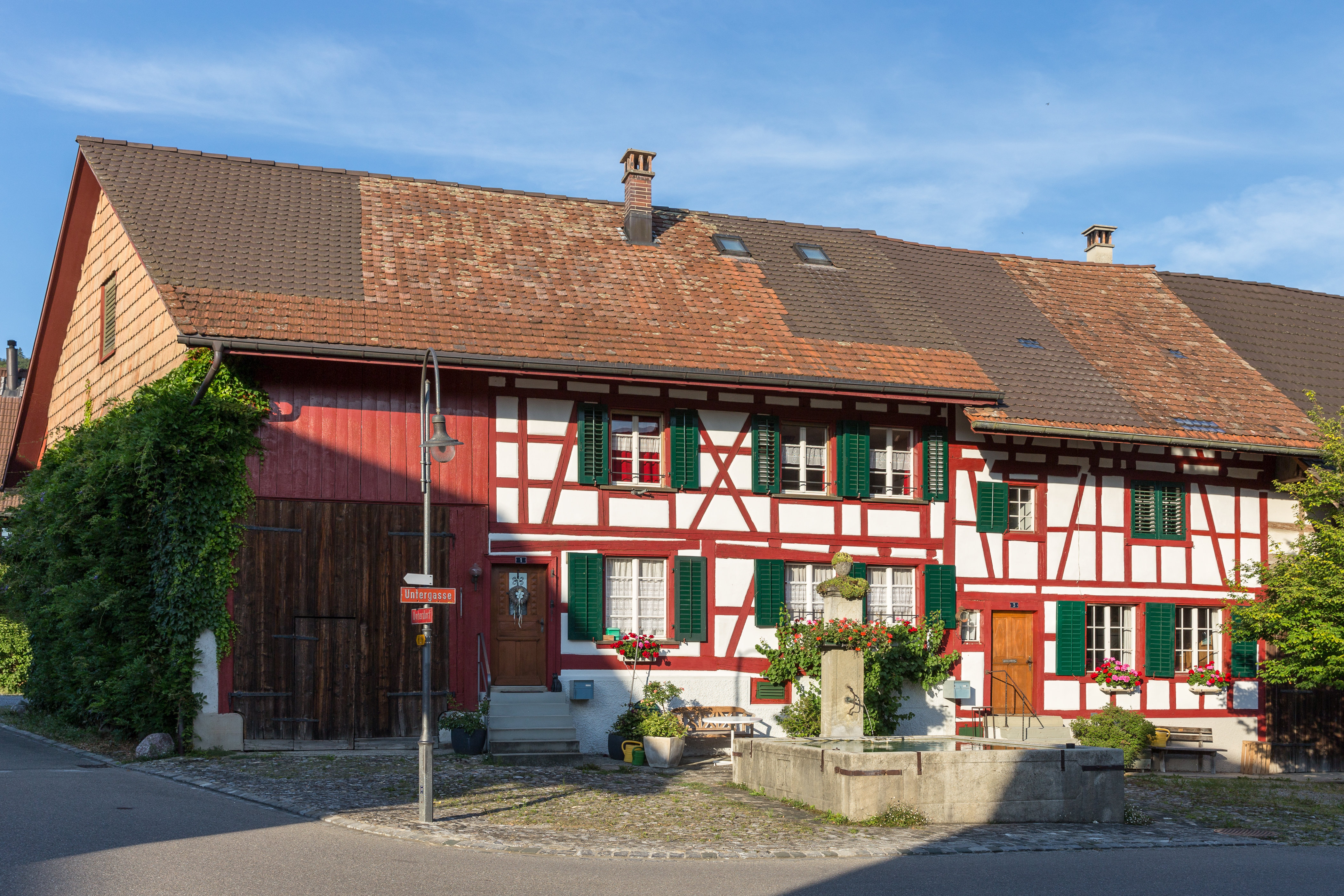
Bauernhaus & Brunnen

## Freizeit und Brauchtum

### Vereinswesen
Im Stammertal sind rund 50 Vereine eingetragen, die ein breites Spektrum an Freizeitaktivitäten und Unterhaltung abdecken.

### Fasnachtsfeuer
Unter den Gemeinden des Stammertals herrschte früher eine grosse Rivalität. Die Feindseligkeiten gipfelten im alljährlichen Bau der Fasnachtsfeuer. Eigentlich da, um symbolisch den Winter zu vertreiben, stellen sie eher ein Kräftemessen zwischen den Dörfern dar. Sie erreichten bis zu 17 m Höhe und wurden von den Oberstufenschülern der jeweiligen Dörfer während der Wintermonate gebaut.
Am Vorabend des Fasnachtstages, an dem die Feuer niedergebrannt werden, veranstalten die Jugendlichen einen Wächterabend. Früher war dabei das Ziel, die anderen Holzhaufen anzugreifen und wenn möglich anzuzünden. Heutzutage kommt es eher darauf an, wer das pompösere Feuerwerk zur Verfügung hat. Im Mittelpunkt steht ein Fest.

## Wirtschaft
In der Gegend um Unterstammheim wird Weinbau betrieben und Hopfen angebaut. Neben dem Fricktal und Wolfwil gilt Unterstammheim als eines der grössten Hopfenanbaugebiete in der Schweiz. Grosse Arbeitgeber sind auch die Sägerei Keller AG und die Landwirtschaftliche Genossenschaft.

## Sport
Der Dorfclub BC Stammheim wurde im Juni 2006 Schweizer Schulsportmeister.

## Aussichtsorte

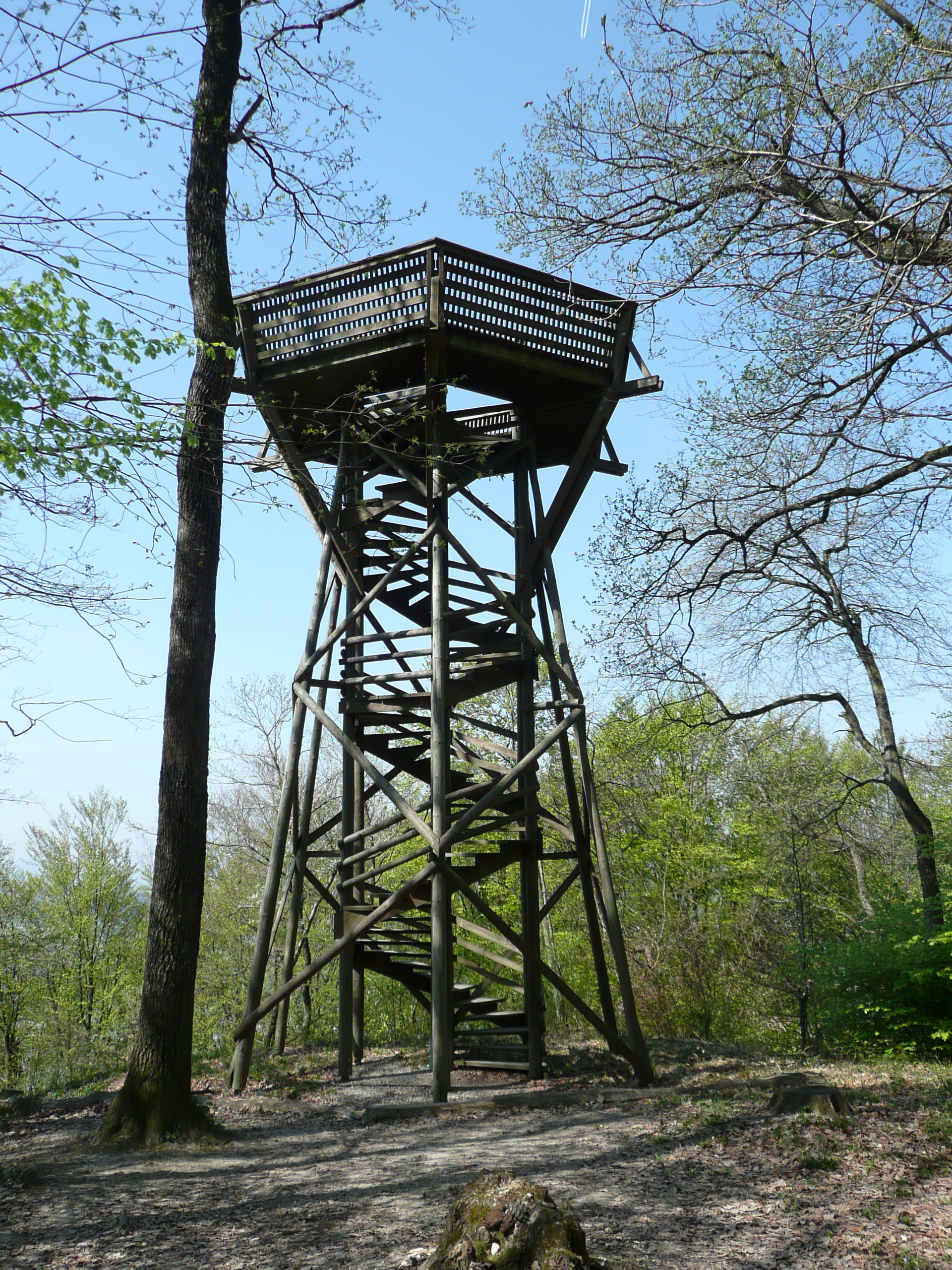
Aussichtsturm Vorderhütten auf dem Stammerberg

Der auf dem Stammerberg gelegene Aussichtsturm Vorderhütten bietet eine Aussicht gegen Süden und Südwesten über das ganze Stammertal und in die Ferne. Vom Turm aus überblickt man bei klarer Sicht den Alpenkranz vom Säntis bis zum Berner Oberland. Der Aussichtsturm ist von der Kirche Unterstammheim aus in etwa 45 Minuten erreichbar.
Der Aussichtspunkt Hinterhütten gibt den Blick frei in den süddeutschen Hegau mit seiner vulkanisch geprägten Landschaft und der Schwäbischen Alb am Horizont. Beide Aussichtspunkte gehörten früher zum zürcherischen Netz der Hochwachten, mit denen die Kantonsgrenze überwacht wurde.

## Persönlichkeiten
- Konrad Hörni (1847–1926), Unternehmer und Politiker (DP)
- Oskar Farner (1884–1958), evangelischer Geistlicher, Hochschullehrer an der Universität Zürich und Zwingliforscher